# Édouard Lucas
François Édouard Anatole Lucas (Amiens, 4 de abril de 1842 — Paris, 3 de outubro de 1891) foi um matemático francês. Lucas é conhecido por seu estudo da sequência de Fibonacci. As sequências de Lucas e os números de Lucas levam seu nome.

## Biografia
Lucas nasceu em Amiens e foi educado na École Normale Supérieure. Trabalhou no Observatório de Paris e mais tarde tornou-se professor de matemática no Lycée Saint Louis e no Lycée Charlemagne em Paris.
Lucas serviu como oficial de artilharia no Exército Francês durante a Guerra Franco-Prussiana (1870–1871).
Em 1875, Lucas lançou um desafio para provar que a única solução da equação Diofantina
{\displaystyle \sum _{n=1}^{N}n^{2}=M^{2}\;}
com N > 1 é quando N = 24 e M = 70. Isso é conhecido como o problema da bala de canhão, pois pode ser visualizado como a questão de se pegar uma disposição quadrada de balas de canhão no chão e formar uma pirâmide quadrada com elas. Somente em 1918 apareceu uma prova (usando funções elípticas) para esse fato notável, que tem relevância para a teoria de cordas bosônica em 26 dimensões. Mais recentemente, foram publicadas provas elementares.
Ele desenvolveu métodos para testar a primalidade de números. Em 1857, aos 15 anos, Lucas começou a testar a primalidade de 2127 − 1, um número com 39 dígitos decimais, à mão, usando sequências de Lucas. Em 1876, após 19 anos de testes, ele finalmente demonstrou que 2127 − 1 era primo; esse permaneceria o maior primo de Mersenne conhecido por três quartos de século. Pode ser para sempre o maior número primo provado manualmente. Posteriormente, Derrick Henry Lehmer aperfeiçoou os testes de primalidade de Lucas, resultando no teste de Lucas–Lehmer.
Ele trabalhou no desenvolvimento do cálculo umbral.
Lucas é considerado o primeiro a publicar a função de Kempner (também chamada por vezes de Smarandache).
Lucas também se interessava por matemática recreativa. Ele encontrou uma solução binária elegante para o enigma Baguenaudier. Também inventou o quebra-cabeça Torre de Hanói em 1883, que comercializou sob o apelido de N. Claus de Siam, um anagrama de Lucas d'Amiens, e publicou pela primeira vez uma descrição do jogo dots and boxes em 1889.
Lucas morreu em circunstâncias incomuns. Durante o banquete do congresso anual da Association française pour l'avancement des sciences, um garçom deixou cair algumas peças de louça e um fragmento cortou o rosto de Lucas. Ele morreu alguns dias depois devido a uma inflamação cutânea grave, provavelmente sepse, aos 49 anos.

## Obras
- Application de l’arithmétique à la construction de l’armure des satins réguliers, Gustave Retaux, Paris 1867 (francês; online (PDF; 286 kB) em edouardlucas.free.fr)
- Recherches sur l’analyse indéterminée et l’arithmétique de Diophante, C. Desrosiers, Moulins 1873 (francês; online (PDF; 1,7 MB) em edouardlucas.free.fr)
- Recherches sur plusieurs ouvrages de Léonard de Pise, Imprimerie des sciences mathématiques et physiques, Roma 1877 (francês; online no Commons)
- Théorie des fonctions numériques simplement périodiques, Paris 1877 (francês; online (PDF; 1,1 MB) em edouardlucas.free.fr)
- Récréations mathématiques (4 Bände), Gauthier-Villars, Paris 1882–1894 (francês; Band 1 unter anderem über Labyrinthe; im Internet-Archiv: Band 1, 1, 2, 2, 3, 3, 3, 3, 4, 4, 4, 2. Auflage Band 1, 1, 2)
- Théorie des nombres, Gauthier-Villars et fils, Paris 1891 (francês; im Internet-Archiv: Band 1, 1)
- L’arithmétique amusante, Gauthier-Villars et fils, Paris 1895